# Thyas venusta
Thyas venusta är en kvalsterart som beskrevs av Koch. Thyas venusta ingår i släktet Thyas och familjen Thyasidae. Inga underarter finns listade i Catalogue of Life.